# Sobralia infundibuligera
Sobralia infundibuligera är en orkidéart som beskrevs av Leslie Andrew Garay och Galfrid Clement Keyworth Dunsterville. Sobralia infundibuligera ingår i släktet Sobralia och familjen orkidéer. Inga underarter finns listade i Catalogue of Life.